# Wonder of the Seas
M/S Wonder of the Seas är världens största fartyg och flaggskepp för Royal Caribbean International. Hon är bara lite längre än sitt systerfartyg Symphony of the Seas.

## Design och faciliteter
Wonder of the Seas är 362 meter lång och har en dräktighet på 236,957 registerton tillsammans med sina 18 däck.

### Faciliteter ombord[2][3]
- 5 Bassänger
- Vattenland
- 4 Bubbelbad
- Teater (Både inne och ute)
- Kasino
- Is-show
- Konstgalleri
- Komediklubb
- Spa
- Skönhetssalong
- Arkadrum
- Fitnesscenter
- Skridskobana
- Bollplan
- Minigolfbana
- Linbana

## Historia
Den 25 maj 2016 skrev Royal Caribbean Group under en viljeförklaring med Chantiers de l'Atlantique för att en femte oasis-klass kryssningsfartyg skulle bli färdigställd i vår 2021. Färdigställandet blev dock försenat till 2022 på grund av Covid-19-pandemin.
Wonder of the Seas sjösattes den 4 september 2020 och färdigställdes den 27 januari 2022.
I februari 2022 anlände hon till Nordamerika. där hon senare den 4 mars påbörjade sin jungfruresa.

## Incidenter[4]
Den 13 november 2022, kort efter avfärd, rapporterades en besättningsman död efter att ha begått självmord.
Den 14 augusti 2022, efter att fartyget hade dockat, blev fyra män arresterade på grund av bedrägeri efter att ha fuskat i fartygets kasino.
Den 6 mars 2022 under jungfruresan fick fartyget en felfunktion på sina sprinklers i The Royal Promenade på däck 5. Området, tillsammans med delar av däck 4 och 6, blev snabbt avstängt på grund av städning och undersökning av läcka.